# Staphida
Staphida is een geslacht van zangvogels uit de familie Zosteropidae (brilvogels). In het Nederlands heten de soorten uit dit geslacht meestimalia's omdat eerder werd gedacht dat deze vogels thuishoorden in de familie Timaliidae (timalia's). 

## Soorten
Het geslacht telt drie soorten:
- Staphida castaniceps  – Gestreepte meestimalia
- Staphida everetti  – Roodkuifmeestimalia
- Staphida torqueola  – Kastanjehalsmeestimalia